# Distretto di Datong (Taipei)
Il distretto di Datong (cinese tradizionale: 大同區; mandarino pinyin: Dàtóng Qū) è un distretto di Taipei. Ha una superficie di 5,68 km² e una popolazione di 129.375 abitanti al 2013.